# 卡姆奇亞河

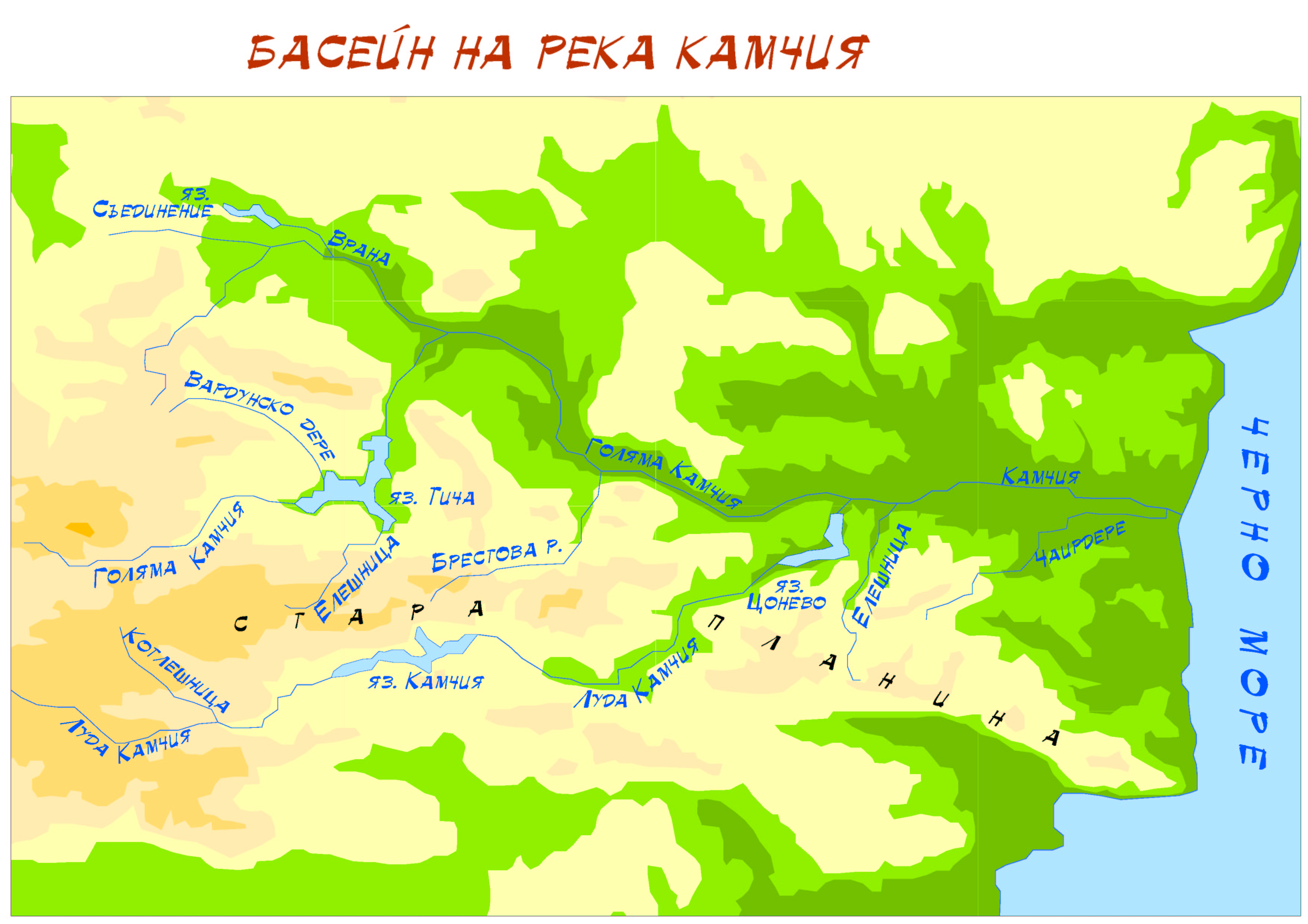
流域圖

卡姆奇亞河是保加利亞東部的一條河流，長245公里，流域面積5,358平方公里。
發源於巴爾幹山脈東部，向東流入黑海。